# Silene montserratii
Silene montserratii är en nejlikväxtart. Silene montserratii ingår i släktet glimmar, och familjen nejlikväxter.

## Underarter
Arten delas in i följande underarter:
- S. m. crassifolia
- S. m. montserratii